# Kōhei Kōno
Kōhei Kōno (jap. 河野 公平, Kōno Kōhei; * 23. November 1980 im Landkreis Nakakoma (heute: Minami-Alps), Präfektur Yamanashi, Japan) ist ein japanischer Profiboxer und zweifacher Weltmeister (auch aktueller Weltmeister) der WBA im Superfliegengewicht.

## Profikarriere
Kōno verlor seinen Debütkampf gegen seinen Landsmann Toshiaki Nitta nach Punkten. Im Jahre 2007 wurde er sowohl Japanischer als auch OPBF-Meister.
Im Jahr 2008 boxte er gegen Nobuo Nashiro um den WBA-Weltmeistergürtel und scheiterte. Im Jahr darauf schlug er den Philippinen Daniel Ferreras und wurde zum zweiten Mal OPBF-Meister. Er verteidigte diesen Titel gegen Marvin Tampus durch einstimmigen Beschluss über 12 Runden und gegen Masafumi Tonomura durch technischen K. o. in Runde 11.
Am 20. September im Jahre 2010 boxte Kōno abermals um die Weltmeisterschaft, diesmal um den Titel des Verbandes WBC. Er verlor diesen Fight knapp nach Punkten. Auch seine nächsten beiden Kämpfe verlor er nach Punkten. Bei seinem dritten Versuch einen Weltmeistertitel zu erringen, klappte es dann endlich, als er Ende Dezember 2012 Tepparith Kokietgym den Titel der WBA in einem 12-Runden-Gefecht abnahm.
Er musste den Gürtel jedoch schon in seiner ersten Titelverteidigung an Liborio Solís abgeben. Am 26. März 2014 eroberte Kono den inzwischen vakant gewordenen WBA-Weltmeistertitel gegen den Thailänder Denkaosan Kaovichit durch klassischen K. o. in Runde 8 wieder. Im selben Jahr verteidigte er diesen Gürtel mit einem Unentschieden gegen Norberto Jimenez.